# Ardisia pedunculosa
Ardisia pedunculosa är en viveväxtart som beskrevs av Nathaniel Wallich. Ardisia pedunculosa ingår i släktet Ardisia och familjen viveväxter. Inga underarter finns listade i Catalogue of Life.